# Lleó Diògenes
Lleó Diògenes en grec medieval Λέων Διογένης, va ser un noble i militar romà d'Orient, fill de l'emperador Romà IV Diògenes i d'Eudòxia Macrembolitissa. Va ser coronat coemperador durant el regnat del seu pare i va servir com a general sota Aleix I Comnè.

## Biografia
Quan Romà IV va morir l'any 1071, Lleó encara era un nen. Tot i ser coemperador, quan el nou emperador Miquel VII va pujar al tron, el va desterrar a un monestir amb la seva mare, on hi va restar fins a la pujada al tron d'Aleix I Comnè el 1081. El nou emperador va decidir considerar a Lleó i al seu germà Nicèfor com a fills propis i els va portar a la cort imperial. Segons L'Alexíada escrita per Anna Comnena, Lleó, malgrat la seva joventut, era un fervent partidari de l'emperador. El va animar des de l'inici del seu regnat a combatre els normands i els petxenegs que havien envaït l'imperi creuant el Danubi l'any 1087. Durant la batalla de Dirràquion l'any 1081 contra l'exèrcit normand de Robert Guiscard, Lleó i altres generals també molt joves van convèncer Aleix I d'atacar els normands en camp obert en lloc d'adoptar una tàctica més prudent, defensada per generals més vells. Això va provocar una amarga derrota dels exèrcits imperials. Durant una de les batalles de Dristra contra els petxenegs l'any 1087, on va seguir demanant un atac directe, es va allunyar de l'emperador i va lluitar a primera línia, endinsant-se en camp contrari abans de ser mort durant el combat.
El 1095, un personatge anònim va intentar utilitzar la popularitat de Diògenes per fer-se passar per Lleó, provocant una divisió entre la població de Constantinoble. Detingut, va ser enviat a l'exili a Quersonès, però va fugir i es va refugiar entre els cumans abans d'entrar a Tràcia amb ells, intentant una rebel·lió. Finalment Nicèfor Brienni el Jove el va capturar i el va cegar. L'any 1106, Bohemon I d'Antioquia, per guanyar-se les simpaties de la població de Constantinoble, va dir que arribava acompanyat de Lleó Diògenes, però no va obtenir resultats.